# Купянська Тетяна Миколаївна
Тетяна Миколаївна Куп'янська (нар. 23 січня 1959, місто Дружківка, тепер Донецької області) — українська радянська діячка, токар Дружківського заводу металевих виробів Донецької області. Депутат Верховної Ради УРСР 11-го скликання.

## Біографія
Освіта середня.
З 1976 року — учениця токаря, токар Дружківського заводу металевих виробів Донецької області.
Потім — на пенсії в місті Дружківка Донецької області.

## Нагороди
- ордени
- медалі